# Karnitin
Karnitin, C7H15NO3, najčešće se definira kao „tvar slična aminokiselinama“. Karnitin se sintetizira u tijelu čovjeka i to iz aminokiselina L-lizin i L-metionin. Životinjsko meso sadrži velike količine karnitina, naročito crveno meso krave i ovce. Brojne su funkcije karnitina u ljudskome organizmu, a najpoznatija je njegova uloga kao nosača masnih kiselina kroz staničnu membranu u procesu njihovog sagorijevanja (oksidacije) u staničnim organelama nazvanim mitohondriji.
Karnitin se proizvodi u jetri i bubrezima pa se transportira u tkiva koja koriste masne kiseline kao izvor energije, a to su prvenstveno srčani mišić i skeletni mišići (mišići sustava za kretanje). Za proizvodnju L-karnitina, osim aminokiselina lizina i metionina, potrebni su i vitamin C, vitamin B6, niacin i željezo.
Acetil-karnitin (acetil-L-karnitin, poznat i kao ACL) je derivat L-karnitina sintetiziran u mozgu i jetri. 